# 兰扎达
兰扎达（義大利語：Lanzada），是意大利松德里奥省的一个市镇。总面积116平方公里，人口1397人，人口密度12.0人/平方公里（2009年）。国家统计（ISTAT）代码为014036。